# Rowo (Mirit)
Rowo is een bestuurslaag in het regentschap Kebumen van de provincie Midden-Java, Indonesië. Rowo telt 1502 inwoners (volkstelling 2010).